# Überlaufbauwerk
Ein Überlauf (oder Überlaufbauwerk) ist nach DIN 4045 ein „Bauteil in Entlastungsbauwerken zum Ableiten von Abwasser in den Vorfluter, z. B. Regenüberlauf, Klärüberlauf, Beckenüberlauf“.

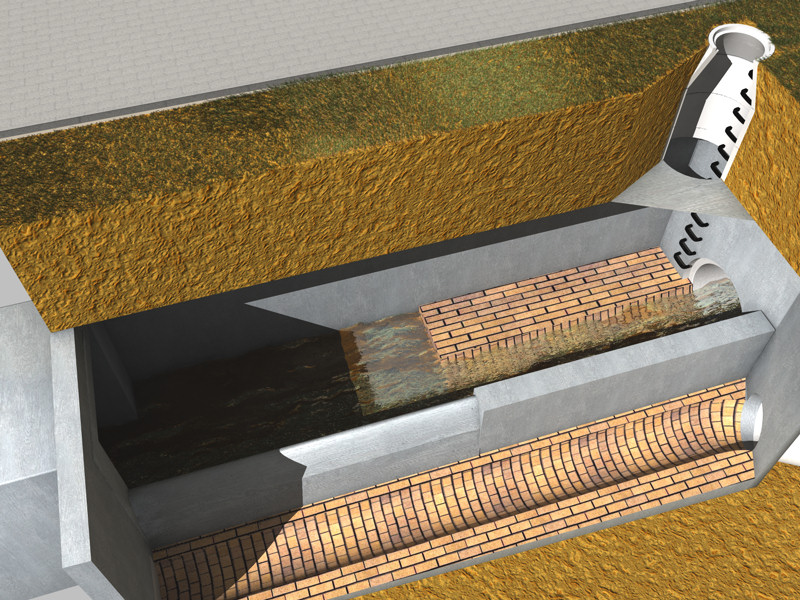
Regenüberlauf

Der Überlauf ist so konstruiert, dass eine bestimmte Wassermenge zur Kläranlage oder zu einer anderen Anlage der Abwasseraufbereitung weiterfließt und die darüber hinaus ankommende Wassermenge über eine Schwelle zum Vorfluter entlastet wird.